# Oreobates granulosus
Oreobates granulosus är en groddjursart som först beskrevs av George Albert Boulenger 1903.  Oreobates granulosus ingår i släktet Oreobates och familjen Strabomantidae. Inga underarter finns listade i Catalogue of Life.